# Elbasan (kraj)
Kraj Elbasan (albánsky Qarku i Elbasanit) je jeden z 12 albánských krajů. Patří do něj okresy Elbasan, Gramsh, Librazhd a Peqin. Hlavní město je Elbasan.
Velká část východní hranice kraje se překrývá s hranicí mezi Albánií a Severní Makedonii.